# Guldbaggen (Poe)
Guldbaggen eller Den gyllene skalbaggen (på original The Gold-Bug) är en novell av Edgar Allan Poe, först publicerad i magasinet Dollar Magazine 1843. Det är en klassisk skattletarberättelse, där skatten hittas först efter att huvudpersonerna löst ett avancerat chiffer.